# Амелия Еърхарт
Амелия Мери Еърхарт (на английски: Amelia Mary Earhart, произнася се [ˈɛəɹhɑɹt]) е американска авиаторка, сред първите жени пилоти и първата жена, прелетяла над Атлантическия океан.
Родена на 24 юли 1897 г. Изчезва безследно на 2 юли 1937 над Тихия океан по време на околосветски полет. Обявена е за мъртва на 5 януари 1939 г.

## Биография

### Детство и ранни години
Амелия Еърхарт е родена в Ачисън, Канзас в семейството на Самюъл Стентън Еърхарт и Амелия Оутис Еърхарт – евреи. С по-малката си сестра Грейс Мюриъл или Пидж получават необичайно възпитание, тъй като майка им не одобрявяла моделирането на дъщерите в „послушни момиченца“. В детството си Амелия и Пидж се занимават с нетипични за момичетата игри като стреляне по плъхове с пушка и катерене по дърветата. През 1904 г. от желание да има в дома си увеселително влакче Амелия закача стръмни релси за покрива на къщата и се спуска по тях в дървена кутия. Експериментът ѝ носи разцепена устна, скъсана рокля и невероятно въодушевление. „Все едно летях“ казва тя на Пидж.
За пръв път вижда самолет през 1907 г. на панаира на щата Айова в Де Мойн, но отклонява поканата на баща си да полетят с него, защото не изглеждал интересен.
До дванадесетата си година Амелия се обучава у дома с майка си, баба си и гувернантка. Когато семейството се мести в Де Мойн, Амелия и Пидж постъпват в държавно училище. По-късно семейството страда от алкохолизма на бащата, който води до уволнението му и конфискацията на имуществото им. Местят се в Сейнт Пол, но почти веднага след това момичетата са изпратени да живеят при приятели в Чикаго. Там Амелия завършва гимназията „Хайд Парк“ през 1916 г. Започва колеж в Пенсилвания, но скоро напуска.
През 1917 г. Ерхарт получава сертификат за помощник-сестра от Червения кръст и започва работа във военна болница „Спадина“ в Торонто, Онтарио, която прекъсва след края на войната. През 1919 г. постъпва в Колумбийския университет, но и там не се задържа дълго. Заминава за Калифорния, за да живее при родителите си.

### Първи опити в авиацията
През декември 1920 г. Еърхарт за пръв път се качва на самолет. „Просто разбрах, че трябва да летя“ казва тя за десетминутния полет. Решена, че ще лети, тя се заема с каране на камион и работа в телефонна компания, за да спести хиляда долара, необходими за уроците по летене. През януари 1921 година постъпва на учение при Анита Снук, една от първите жени пилоти. След шест месеца си купува първия самолет – „Кинър Ърстър“ – който нарича „Канарчето“. На 22 октомври 1922 г. Еърхарт вдига Канарчето до 14 000 фута, световен рекорд за жените пилоти. На 15 май 1923 г. става шестнадесетата в света жена, получила пилотска книжка от Межународната федерация по аеронавтика.
През 1927 г. Еърхарт вече има почти 500 часа самостоятелен полет без сериозни инциденти и отново се мести на източното крайбрежие. След няколко необмислени инвестиции наследството на баба ѝ, основен източник на средства за семейството ѝ, привършва. Еърхарт е принудена за втори път да изостави следването в „Колумбия“ и да си намери работа. Става учителка, а по-късно и социален работник в Медфорд, Масачузетс.
Въпреки трудните времена Еърхарт не спира да се занимава с авиация. Става член, а по-късно и вицепрезидент на бостънския клон на Американското общество за аеронавтика. Работи и като търговски представител на „Кинър“, производител на самолети, и пише вестникарски колонки, посветени на летенето.

### Първи полет над Атлантика
След полета на Чарлз Линдберг над Атлантика през 1927 г. Еърхарт получава покана да бъде първата жена, изпълнила същия полет. Предложението идва от Ейми Фипс Гест от хайлайфа на Америка, която пожелала сама да бъде първата жена, прекосила Атлантика в самолет. Разбрала, че идеята ѝ не е никак безопасна, Гест търси жена-пилот, която да спонсорира и я намира в лицето на Еърхарт.
Сред координаторите на проекта е и бъдещият ѝ съпруг Джордж Путнам, публицист. Еърхарт придружава пилотите Уилмър Щулц и Луис Гордън като пасажер със задачата да води бордовия дневник. Тримата излитат от Трепъси Харбър, Нюфаундленд на 17 юни 1928 г. и 21 часа по-късно кацат в Бъри Порт, Уелс. Еърхарт не е пилотирала. При завръщането в САЩ екипажът е посрещнат от голям парад, завършил с прием при президента Кулидж.
Полетът с Щулц и Гордън превръщат Еърхарт в знаменитост. Почти веднага след пристигането си в САЩ тя издава книга, заминава на турне лекции, а след това рекламира разнообразни продукти. Заема се сериозно с промоцията на модна линия дамско облекло и куфари, а с приходите финансира авиационните си проекти. Приема работа като втори редактор в списанието „Космополитън“ и използва и тази платформа, за да популяризира търговската авиация. Заедно с Линдберг инвестира пари и усилия в създаването на първия редовен рейс между градовете Ню Йорк и Вашингтон.

### Нови рекорди
Еърхарт мечтае и за собствен рекорд. През август 1928 г. тя става първата жена, прелетяла сама над Северна Америка и обратно. През 1929 година се пробва и в авиационно състезание за жени (от Санта Моника до Кливланд) и печели трето място. През 1930 г. започва да работи за Националната асоциация по аеронавтика, където настоява за отделянето на женските рекорди. Скоро и Международната федерация по аеронавтика въвежда разделението. На следната година поставя нов световен рекорд за височина – достига 18 415 фута. По същото време започва да съдейства на организацията „Деветдесет и деветте“, създадена, за да подпомага жените авиатори. Името на организацията е измислено от нея – на първото събрание се събират точно 99 жени.

### Брак
Джордж Путнам получава развод през 1929 г. и предлага брак на Еърхарт. Тя се съгласява след няколко предложения и двамата сключват брак на 7 февруари 1931 г. В деня на сватбата Еърхарт праща на Путнам писмо по куриер, което гласи: „Искам да разбереш, че нито ти трябва да спазваш средновековни норми на преданост към мен, нито аз се чувствам обвързана с тях“. Възгледите на Еърхарт за брака са либерални за времето, тъй като вярва, че отговорността в семейството е разделена по равно. Отказва да смени името си или да откликва на „Г-жа Путнам“.

### Полетът от 1932 г.
На 20 май 1932 г. 34-годишната Амелия Еърхарт излита сама от Харбър Грейс, Нюфаундленд с идеята да повтори презатлантическия полет на Чарлз Линдберг. След 14 часа и 56 минути каца на пасище в Кълмор, Северна Ирландия. Днес там се намира център „Амелия Еърхарт“.
Като първата жена, прелетяла над Атлантическия океан сама, Еърхарт получава Distinguished Flying Cross (Орден за постижения в авиацията) от Конгреса на САЩ, орден на „Почетния легион“ от правителството на Франция и златен медал на Националното географско общество от президента Хърбърт Хувър.

### Други самостоятелни полети
На 11 юли 1935-а Еърхарт става първият човек, летял сам от Хонолулу до Оукланд, Калифорния. По-късно същата година лети сама от Лос Анджелис до Мексико сити. Следващият ѝ рекорд е сама от Мексико сити до Ню Йорк.
Еърхарт участва и в състезания за жени като наградите ѝ са многобройни. През 1936 г. решава, че е време и за околосветски полет, за който ѝ е нужен нов самолет.

### Околосветски полет
Полетът, който Еърхарт планира, няма да е първият около Земята, но ще е най-дългият – 43 000 км. – дължина близка, до тази на Екватора. За навигатори избира Фред Нунан и Хари Манинг. Тръгват на 17 март 1937 г. от Оукланд. В Хаваи самолетът минава през механик, поради откъсване на предния колесник. Налага се да излетят от Пърл Харбър, но вместо да се издигне, самолетът Локхийд, модел 10, Електра (Lockheed – Model 10, Electra) се завърта. Причината не е изяснена, но полетът е отложен тъй като пораженията по машината са сериозни.
Еърхарт решава да опита повторно само с Нунан и то от запад на изток поради метеорологични причини. Излитат на 1 юни 1937 г. Спират в Южна Америка, Африка, Индия и Югоизточна Азия. На 29 юни пристигат в Лае, Нова Гвинея. Остават им само 11 000 км над Тихия океан.
На 2 юли тръгват от Лае към остров Хауланд. Там корабът „Итаска“ на американската брегова охрана чака Еърхарт, за да ѝ помогне да се приземи. Поради серия от грешки, за които има много теории, радио навигацията от „Итаска“ не се получава. Екипажът на кораба чува Еърхарт (и така разбира, че координатите ѝ са неправилни), но тя не улавя тяхното предаване. След няколко часа опити да се свържат връзката прекъсва. Последвалите сигнали по радиото и по морзов код също не достигат до летците, но става ясно, че самолетът вече не е във въздуха. Сигналите му за помощ са засечени и от станции на авиокомпания Пан Американ, но и през последвалите пет дни никой не успява да получи достатъчно данни за координатите му.
„Итаска“ започва търсене на север и запад от Хауланд. Скоро издирването се поема от американските военноморски сили, които се насочват към островите Финикс. Седмица след изчезването на самолета се получават данни, че на остров Гарднър има пресни следи от хора, но не се забелязват нито Еърхарт и Нунан, нито самолетът.
Издирването продължава девет дни и струва четири млн. долара. Но недоразвитите техники на търсене и липсата на координация в усилията на военноморските сили и бреговата охрана водят в задънена улица. Не са открити никакви физически останки.

### Теории за изчезването на Еърхарт
Теории за изчезването на самолета и екипажа му има много. Една от тях, с много поддръжници, гласи, че горивото свършва и самолетът потъва в океана. Тази теория намира доказателства и в кореспонденция на Путнам, която показва, че в Лае самолетът не е зареден догоре. През 2002 и 2006 г. се провеждат изследвания с хидролокатор, но самолетът не е открит.
Друга е теорията на Международната група за издирване на исторически летателни апарати (The International Group for Historic Aircraft Recovery). Според нея самолетът на Еърхарт пада при остров Гарднър и се разбива в останките на товарен кораб. През 1940 г. английски пилот съобщава, че е открил скелета на Еърхарт в югоизточния край на острова. Във Фиджи английски учени измерват костите и стигат до заключението, че са на едър мъж. През 1998 г. съдебни антрополози обявяват, че всъщност са на жена, но не могат да определят със сигурност дали са на Еърхарт. Групата открива и предмети – части от мъжки и женски токове, подобни на носените от Еърхарт и Нунан, алуминиево табло като от самолет и парче плексиглас с дебелина на прозореца на самолета.
Експедиция през лятото на 2007 г. донася нови находки, но дали те са следи от Еърхарт и Нунан остава спорно. През 2010 година се подготвя нова експедиция, която твърди, че може да се докаже тяхната теория с изследване на ДНК. За съжаление проведените съдебно-медицински експертизи, отхвърлят тази възможност.
Съществува и теория за спасяването на Еърхарт и Нунан от японски кораб. По това време южната част на Тихия океан се патрулира редовно от японски войски и според теорията (в която силно вярва майката на Еърхарт) двамата летци са пленени. През 1966 г. журналистът Фред Гьорнер публикува книга, в която твърди, че самолетът се разбива в архипелага Сайпан, а Еърхарт и Нунан са заловени и екзекутирани. Книгата среща остри критики, но и поражда безчетни слухове и още теории, които не представят достатъчно доказателства. Между тях присъстват и твърденията, че Еърхарт е била американски шпионин и че не е мъртва, а живее в Ню Джърси под името Ирен Крегмил Болан. Болан отрича да е Ерхарт и дори завежда дело срещу писателя, който твърди това в книгата  Amelia Earhart Lives. Издателите оттеглят книгата от пазара и сключват споразумение с Болан.

## Наследство
Животът и изчезването на Еърхарт са описани в много книги и статии. Известна е не само с рекордите си, но и с постоянството, амбицията и куража си. Кумир е на ранното феминистко движение.